# Furnas das Cabras
A Gruta das Cabras (terra) é uma gruta portuguesa localizada na freguesia de São Caetano, concelho da Madalena do Pico, ilha do Pico, arquipélago dos Açores.
Esta cavidade apresenta uma geomorfologia de origem vulcânica em forma de tubo de lava localizado em campo de lava de encosta. Apresenta um comprimento de 195 m.